# Biagio Betti
Biagio Betti (Cutigliano, 1535 – Roma, 8 agosto 1615) è stato un pittore italiano del tardo rinascimento e del manierismo.

## Biografia
Nacque a Cutigliano e nel 1557 divenne monaco dell'ordine dei Chierici regolari teatini di San Silvestro al Quirinale, e le sue opere sono principalmente confinate al monastero di quell'ordine a Roma.
A Roma divenne allievo di Daniele da Volterra. Nel refettorio del monastero dei Teatini, dipinse il Miracolo dei pani e dei pesci che fu restaurato da Paolo Anesi nel 1847, e nella biblioteca, Cristo contesta con i dottori. Si dice che sia stato apprezzato da papa Clemente VIII.